# Gloria Sanchez Productions
Gloria Sanchez Productions é uma produtora americana. É uma subsidiária da Gary Sanchez Productions.

## História
Em 2014, Jessica Elbaum fundou a produtora como gravadora irmã da Gary Sanchez Productions, fundada por Will Ferrell e Adam McKay, com foco em vozes femininas na comédia. Jessica Elbaum tem trabalhado com Ferrell desde a fundação da Gary Sanchez Productions como produtora executiva e lançou a ideia de criar uma produtora com foco feminino.
Em janeiro de 2020, a empresa fechou um acordo para televisão não exclusivo de vários anos com a Netflix, e também um acordo para filmes de vários anos com a Paramount Pictures.

## Créditos

### Filmes
| Ano  | Título                                          | Dirigido por      | Distribuidora            | Notas                                                                     | Orçamento     | Receita        |
| ---- | ----------------------------------------------- | ----------------- | ------------------------ | ------------------------------------------------------------------------- | ------------- | -------------- |
| 2015 | Sleeping with Other People                      | Leslye Headland   | IFC Films                | co-produzido com IM Global e Sidney Kimmel Entertainment; primeiro filme  | N/A           | $3.2 milhões   |
| 2017 | Oh Lucy!                                        | Atsuko Hirayanagi | Film Movement            | co-produzido com Matchgirl Pictures, Meridian Content, Phantom Film e NHK | N/A           | $373,293       |
| 2019 | Booksmart                                       | Olivia Wilde      | United Artists Releasing | co-produzido com Annapurna Pictures e ShadowMachine                       | $6 milhões    | $24.9 milhões  |
| 2019 | Hustlers                                        | Lorene Scafaria   | STXfilms                 | co-produzido com Annapurna Pictures e Nuyorican Productions               | $20.7 milhões | $157.6 milhões |
| 2020 | Eurovision Song Contest: The Story of Fire Saga | David Dobkin      | Netflix                  | co-produzido com Gary Sanchez Productions e EBU                           | TBA           | TBA            |
| 2021 | Barb and Star Go to Vista Del Mar               | Josh Greenbaum    | Lionsgate                |                                                                           | TBA           | TBA            |

### Séries de televisão
| Ano           | Título     | Criado por    | Emissora | Notas | Temporadas | Episódios |
| ------------- | ---------- | ------------- | -------- | --- | ---------- | --------- |
| 2017-2019     | I'm Sorry  | Andrea Savage | truTV    | co-produzido com Pamplemousse Productions, Kablamo! (1ª temporada), A24 (2ª temporada) e Lonely Island Classics | 2          | 20        |
| 2019–presente | Dead to Me | Liz Feldman   | Netflix  | co-produzido com Visualized, Inc. e CBS Television Studios                                                      | 2          | 20        |